# Église paroissiale Saint-Théodule
L'Église Saint-Théodule de Labergement-Sainte-Marie  est une église des XVIIe et XIXe siècles située à Labergement-Sainte-Marie, dans le Haut-Doubs en Franche-Comté. Elle est dédiée à Saint Théodule.

## Localisation
L'église est située dans la partie haute du village, derrière la mairie. Le cimetière communal lui est contigu, au nord.

## Historique
L'église paroissiale Saint-Théodule, datant de 1848, remplaça la première église construite en 1662 qui fut incendiée en 1825 .

## Description
L'édifice en pierre calcaire est couvert de tuiles plates.

Le clocher-porche possède une entrée latérale.

### Images extérieures

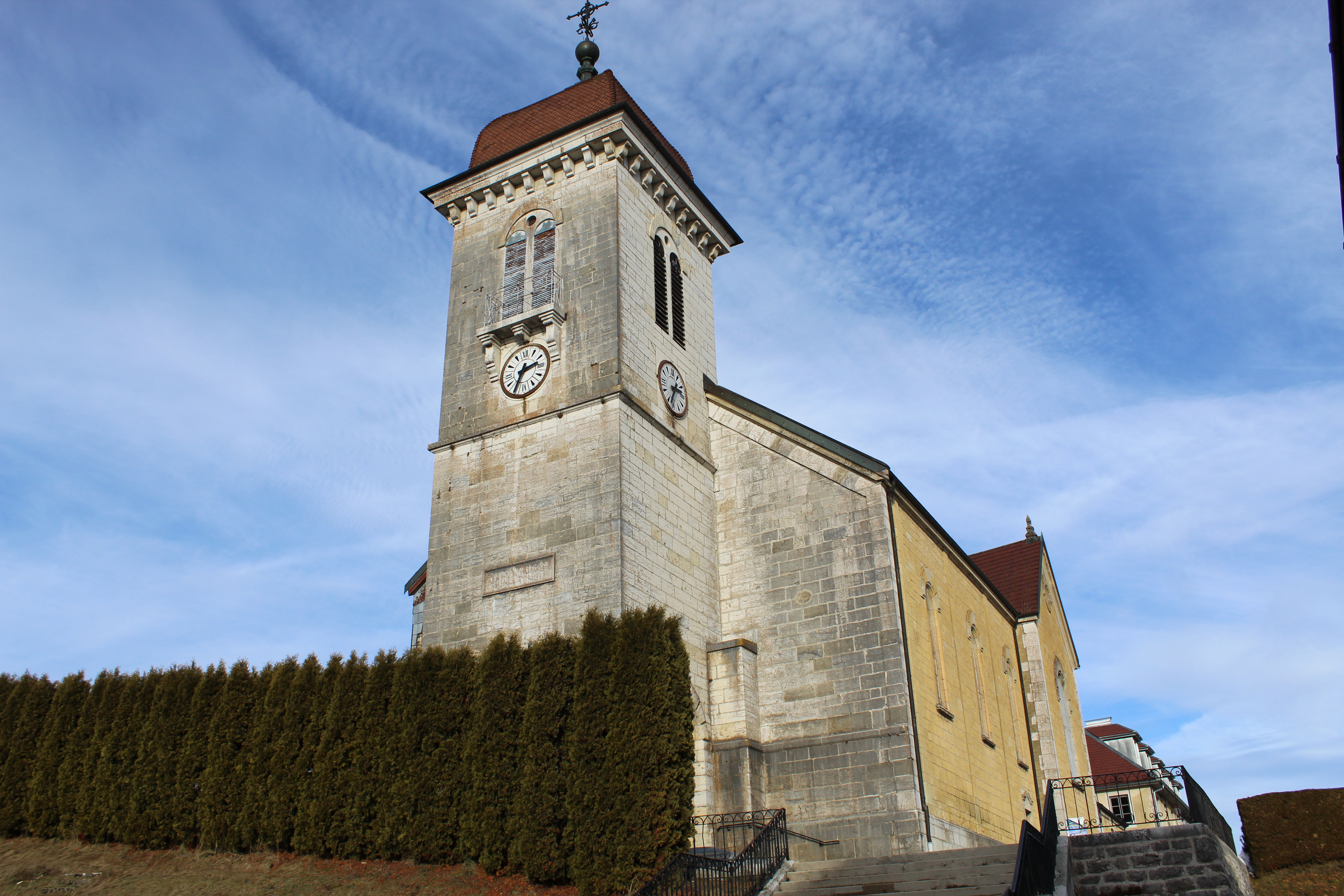
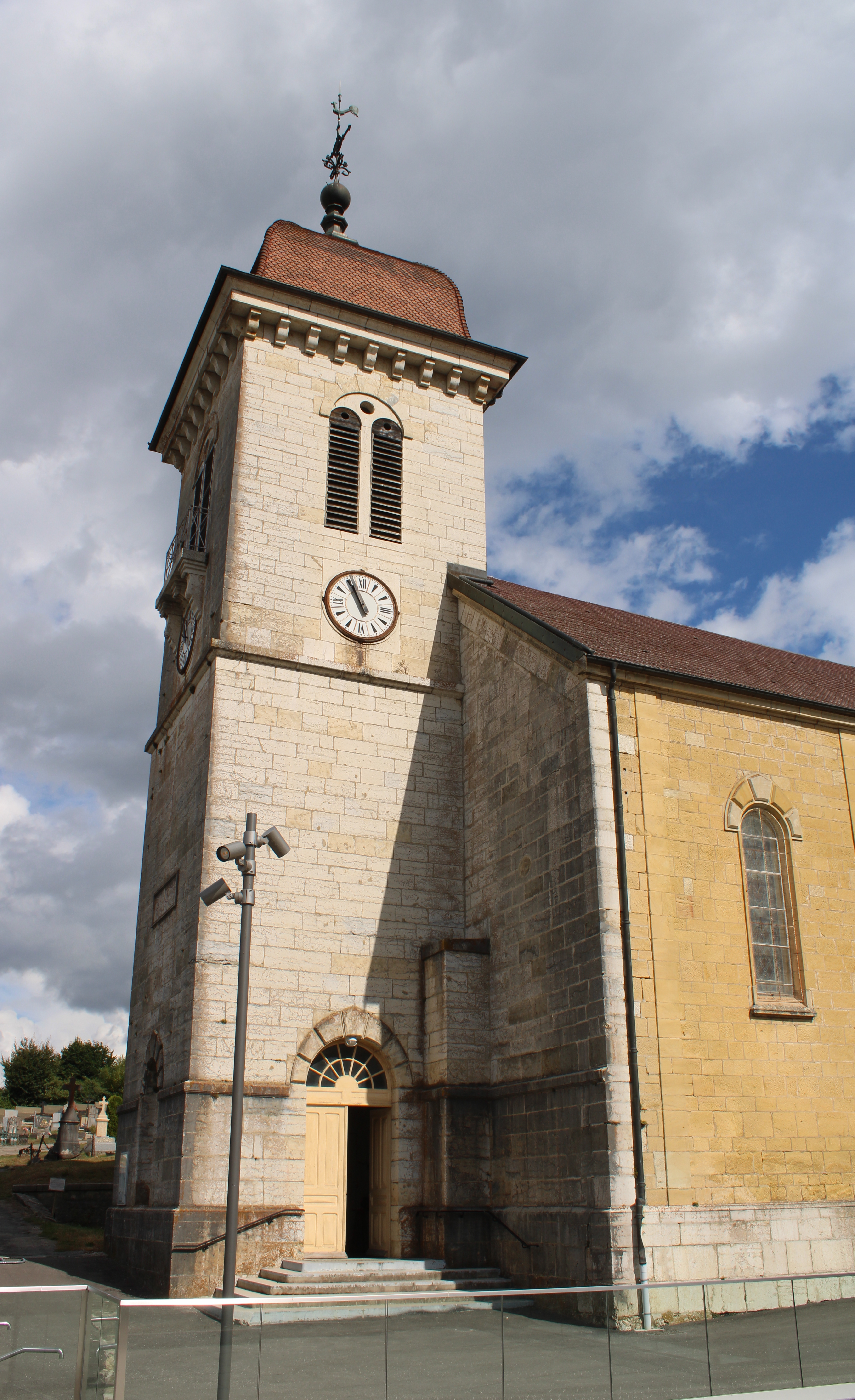
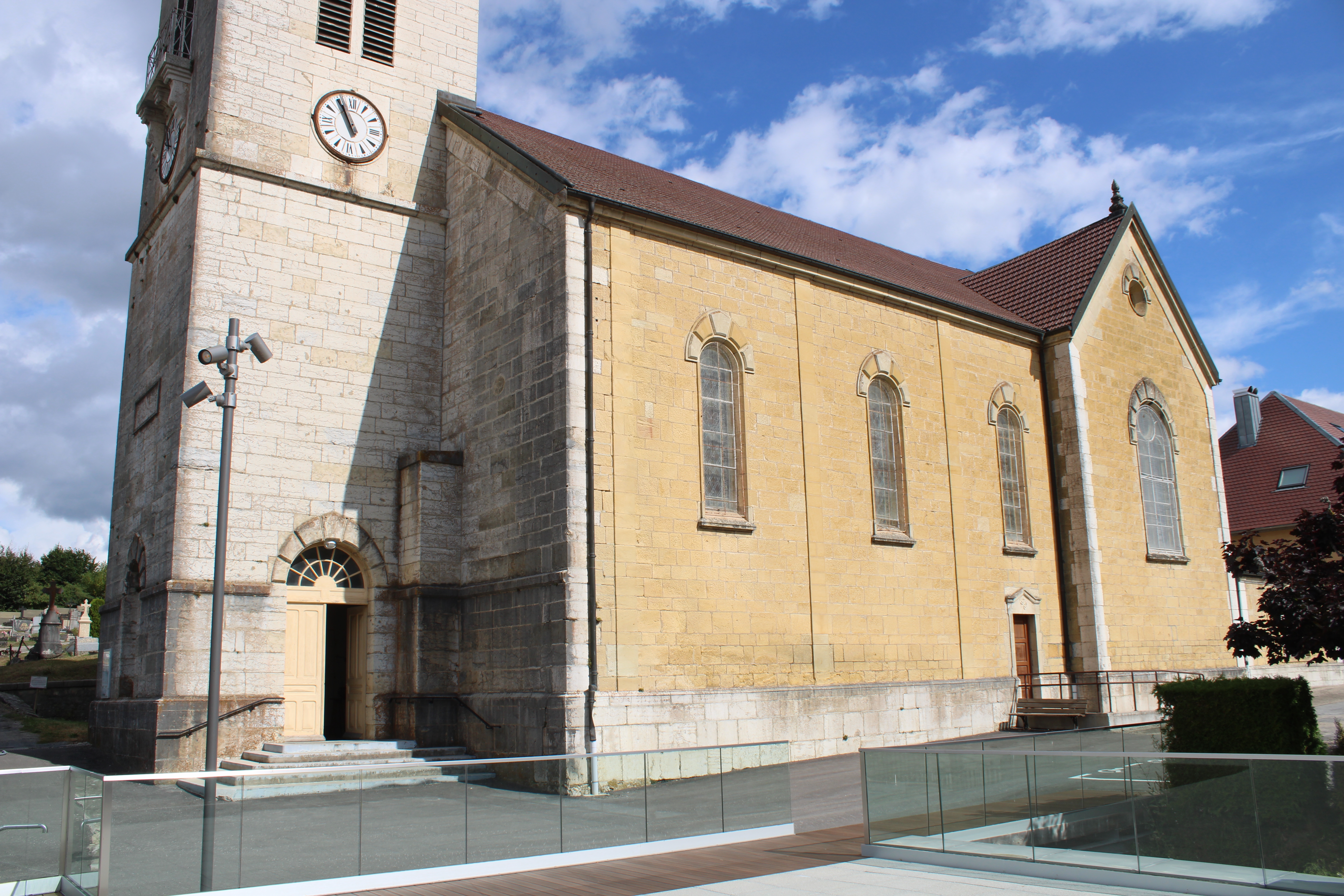
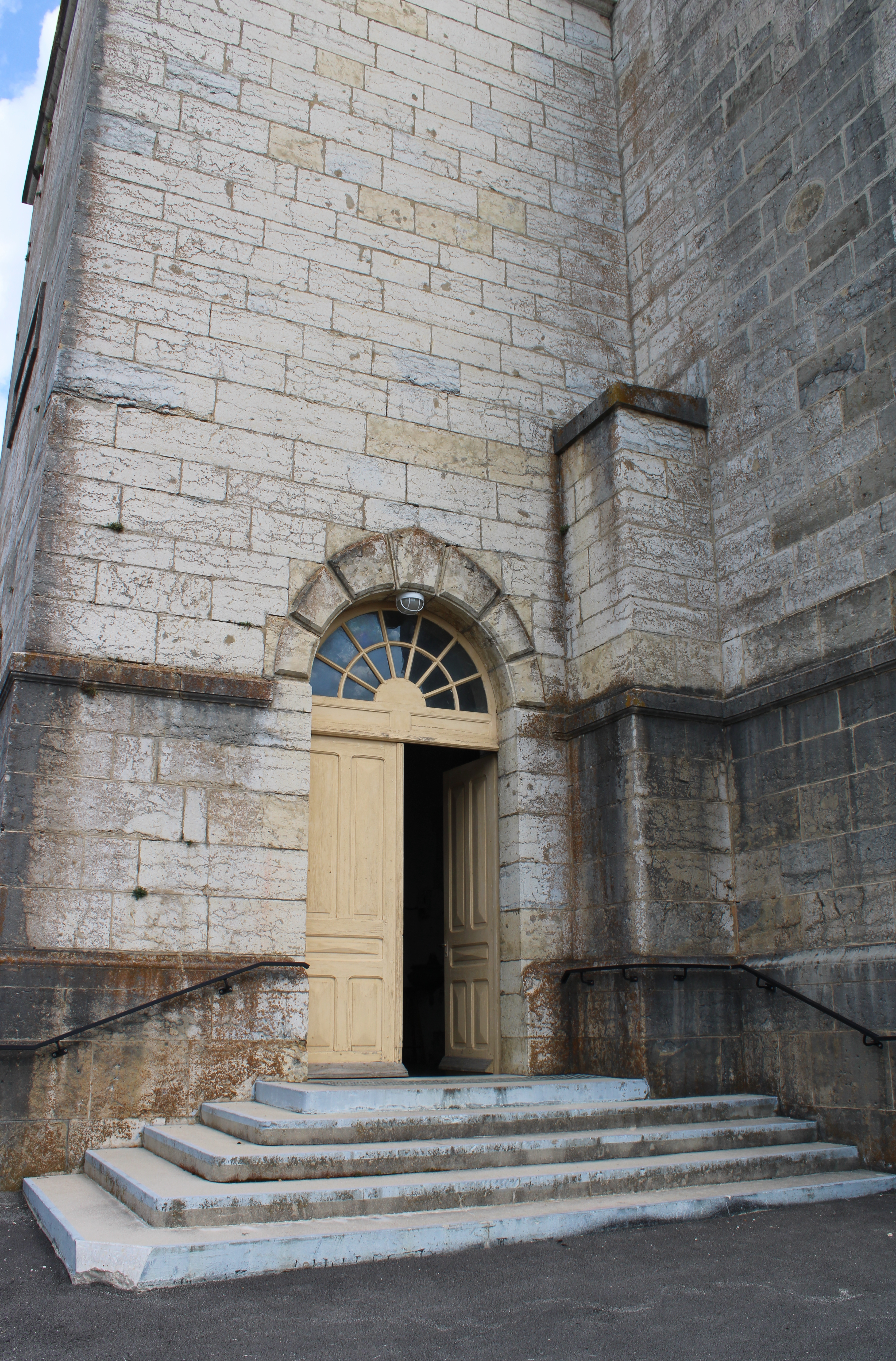
Entrée latérale de l'église dans le clocher-porche.

### Images de l'intérieur

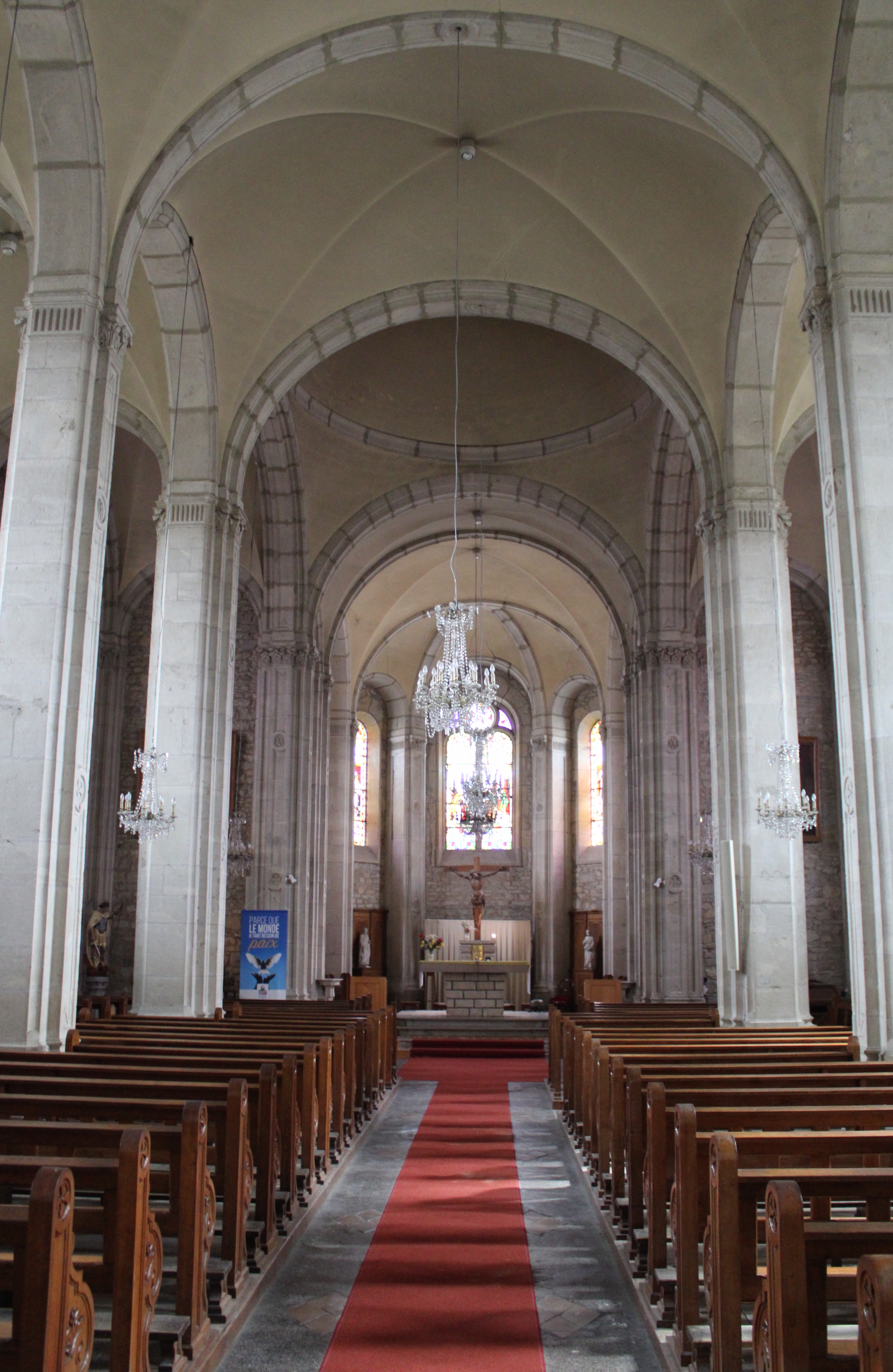
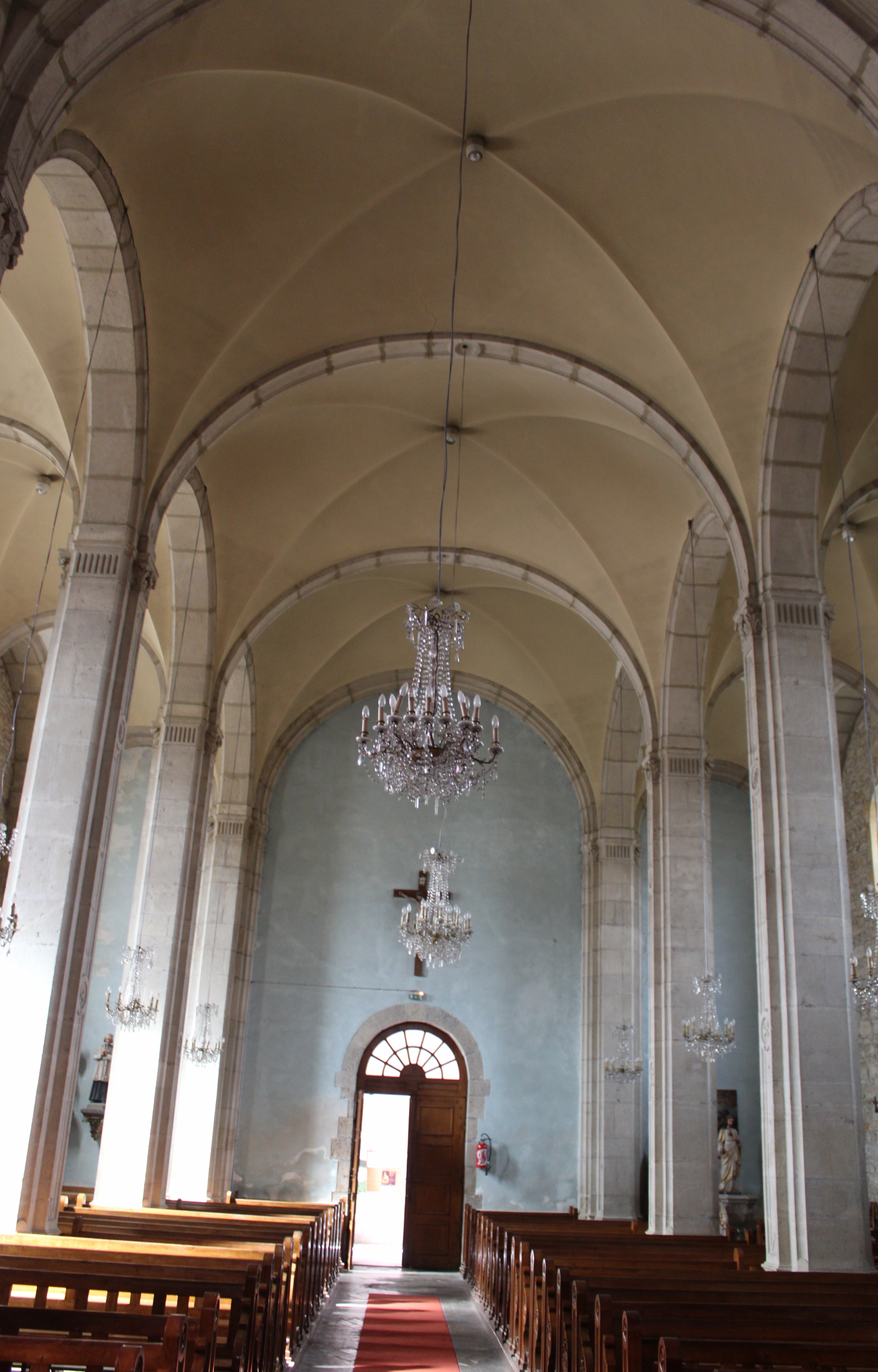
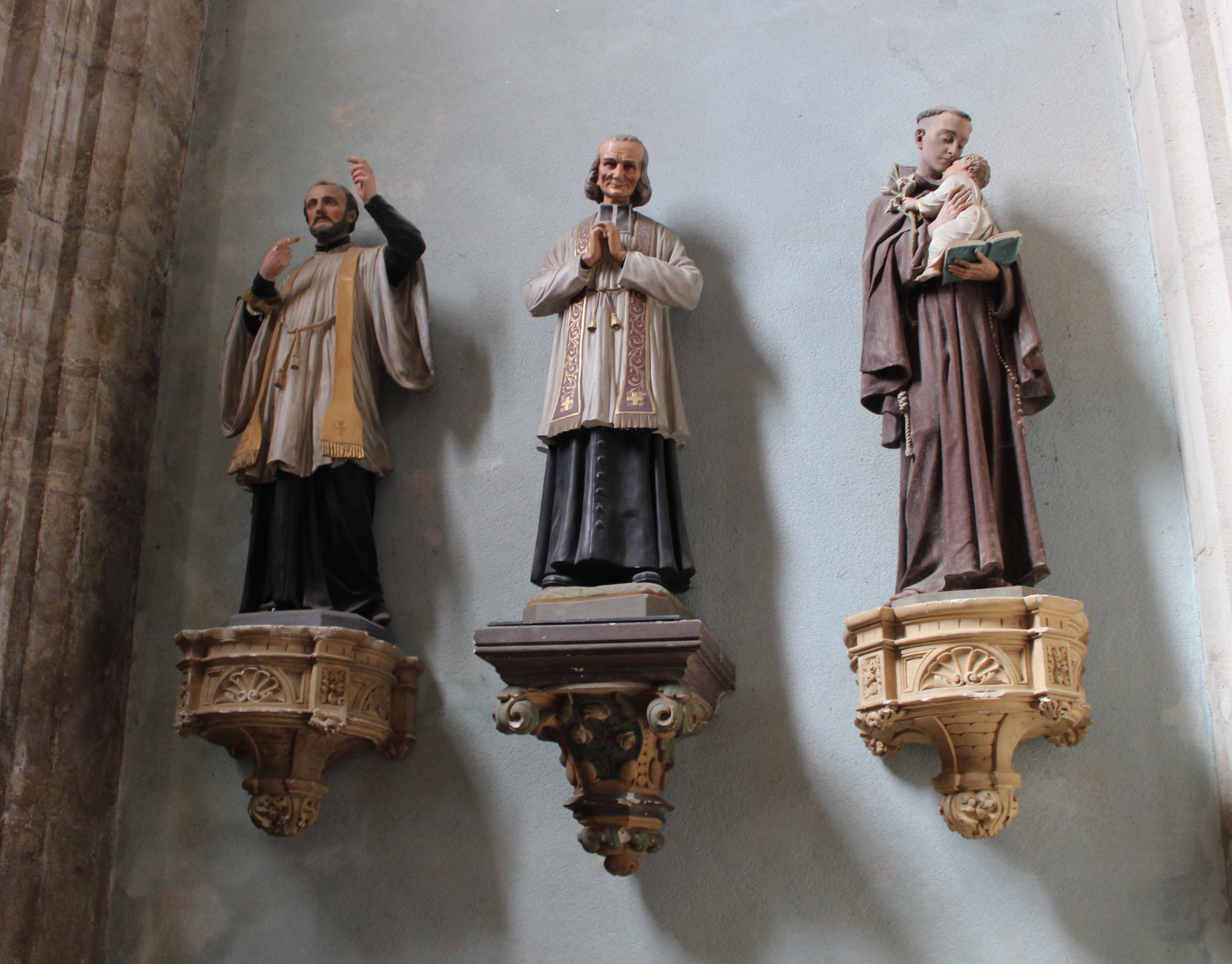
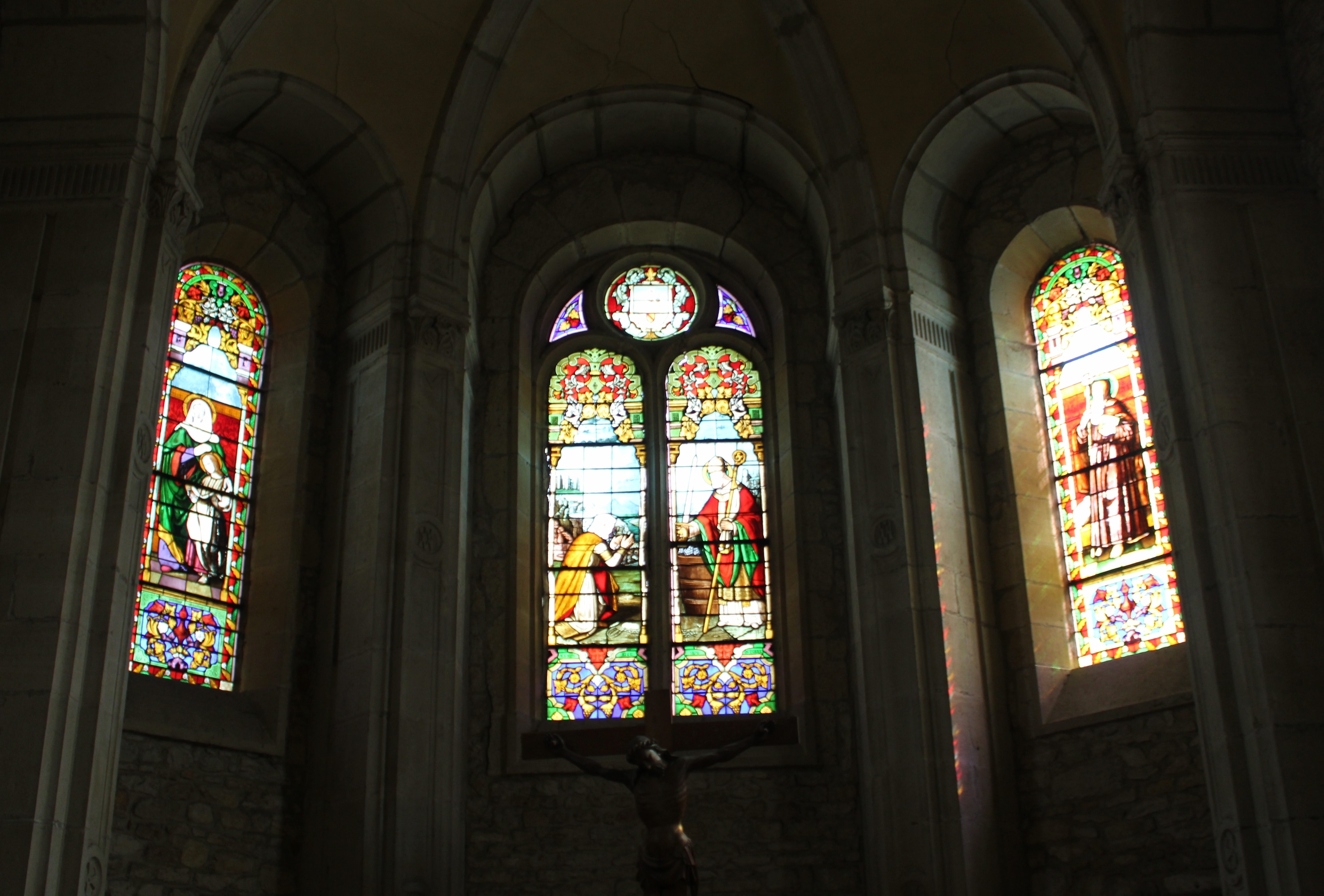
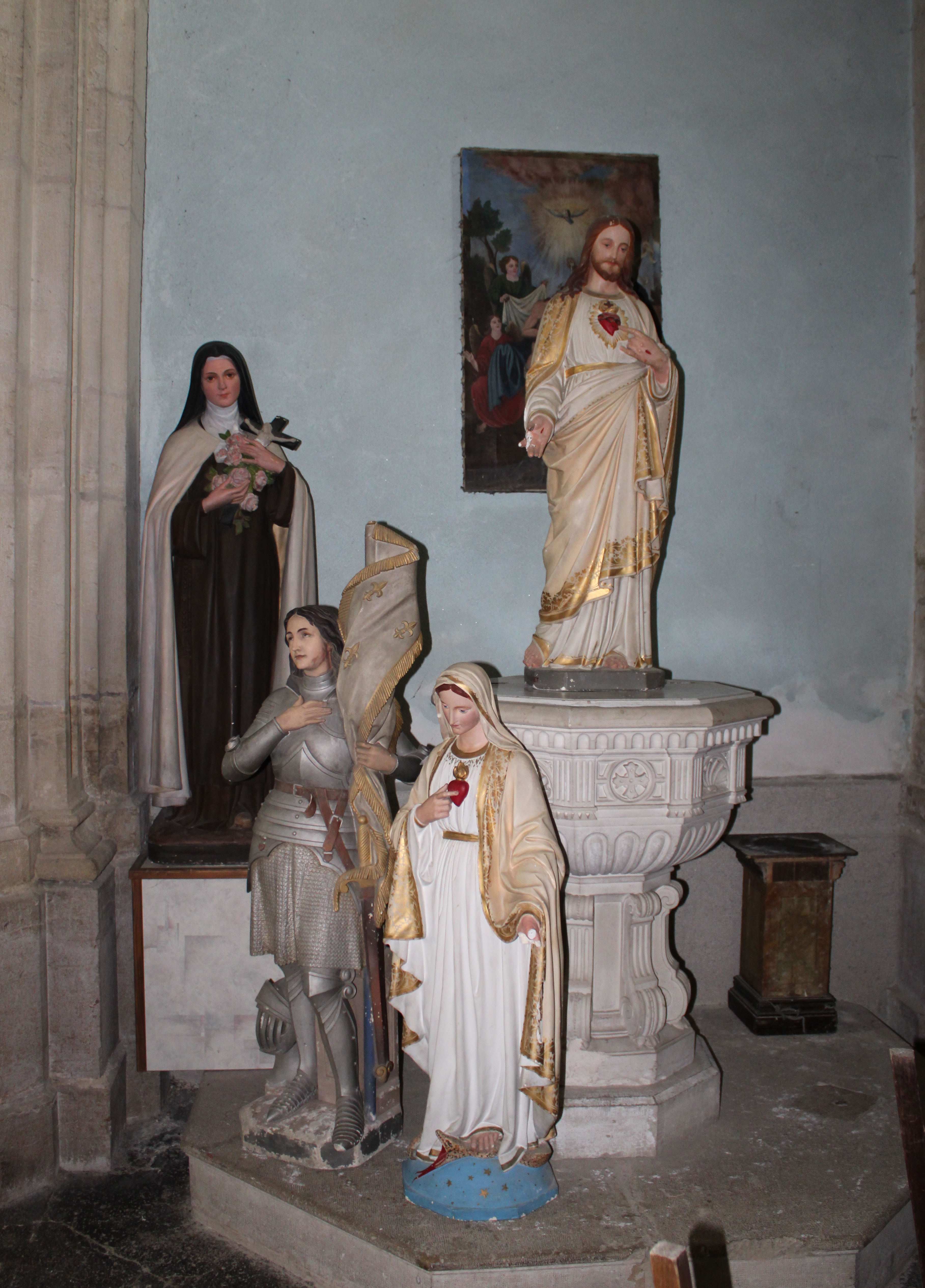